# Будкевич, Барбара Эдмундовна
Барбара Эдмундовна Будкевич, а также Варвара Буткевич (пол. Barbara Budkiewiczowa), в девичестве Чеховская (пол. Czechowska); 2 декабря 1886 года, имение Глуховец, Мстиславский уезд, Могилевская губерния — 21 августа 1937 года, Москва) — деятель революционного движения в Царстве Польском, историк.

## Биография
Происходила из шляхетской семьи. С 1904 года работала на варшавской фабрике. С 1904 года член Польской партии социалистов (ППС), с 1906 года — ППС-левицы. В 1908—1909 гг. член Варшавского комитета ППС-левицы, в 1912—1913 гг. член Лодзинского комитета ППС-левицы, иностранной секции ППС-левицы. В 1906 и 1909 годах арестовывалась царскими властями. В 1912 году окончила Брусельский (Новый) университет.
С 1913 года в Санкт-Петербурге. После февральской революции 1917 года в Польском национальном комиссариате при Наркомнац РСФСР. С 1918 года руководитель польской секции Могилевского губернского отдела народного просвещения, преподаватель на курсах красных командиров в Смоленске, руководитель польских политических курсов при штабе Западного фронта. С 1921 года руководитель сектора Коммунистического университета имени Свердлова и национальных меньшинств Запада (КУНМЗ), заместитель научного секретаря Наркомпрос РСФРС.
С 1926 года преподаватель в Коммунистическом университете Белорусской ССР. С 1931 года научный сотрудник польского сектора, научный секретарь Института польской пролетарской культуры АН БССР, доцент кафедры всеобщей истории КУНМЗа. Исследовала историю развития промышленности и формирования пролетариата, революционного движения в Польше.
В 1930-х годах работала научным сотрудником издательства «История общественной войны» и «Истории заводов» в Москве. Арестована 14 июня 1937 года, обвиненная в участии в антисоветской контрреволюционной организации. 21 августа 1937 года осуждена Военной коллегией Верховного суда СССР к расстрелу. Кремирована и похоронена в общей могиле на Донском кладбище. Посмертно реабилитирована 26 мая 1956 года.